# Hrvatska žutika
Hrvatska žutika (etnanska žutika, planinska žutika; lat. Berberis aetnensis; sin: Berberis croatica) je biljka iz porodice Berberidaceae.

## Rasprostranjenost
Raste na Dinarskom gorju od Učke i Gorskog kotara, preko Velebita, Ličke Plješivice, Dinare, Troglava, Kamešnice do Biokova. Prvi je put spominje V. Borbás 1886., za područje Učke, Risnjaka i Velebita.

## Izgled
Višegodišnja je drvenasta biljka. Češće je prilegli grm, a rjeđe uspravni grm do 2 metra visine. Listovi su cjeloviti, djelomično preobraženi u trnove. Plod je boba. Cvijet ima po šest lapova, latica i prašnika. Razmnožava se sjemenom, a može i mladicama iz korijena.

## Ekološki zahtjevi
Raste na kamenitim i stjenovitim vapnenačkim tlima u pojasu bora krivulja. Ugrožena je od utjecaja kiselih kiša. 